# Turnul Dogarilor din Bistrița
Turnul Dogarilor (în germană Fassbinderturm) din Bistrița face parte din fortificațiile cetății medievale a Bistriței.

## Istoria Turnului Dogarilor
Analiza sistemului de fortificație a municipiului Bistrița, din care făcea parte și actualul Turn al Dogarilor, permite înțelegerea cadrului fizic de evoluție a așezării precum și perceperea relației dintre comunitate și structura sa urbanistică. Bistrița s-a format pe un teritoriu nou în care nu se găseau rețele stradale sau sisteme defensive antice, așa cum a fost cazul altor așezări medievale, precum Clujul, Turda, Alba Iulia. Nevoia de securitate a locuitorilor a determinat ridicarea într-o primă etapă a unei cetăți de refugiu pe platoul dealului ce străjuiește înspre nord așezarea, deal care a luat numele tocmai de la cetatea cu val și șanț – „Burg”. O perioadă de timp acest refugiu a asigurat o oarecare protecție locuitorilor așezării, dar a fost o soluție insuficientă pentru a satisface cerințele unui centru urban. 
Conform legislației urbane medievale germane o așezare atingea statutul de oraș doar dacă reușea să-și ridice o incintă de piatră și să întrețină o armată proprie. Astfel, câștigarea autonomiei urbane implica și construirea unei incinte de piatră care să delimiteze spațiul fizic și statutul juridic și etic al locuitorilor cetății. La Bistrița, câștigarea statutului de oraș regal și ridicarea fortificației se desfășoară oarecum concomitent. 
Realizarea acestei fortificații, începută în anul 1465, a presupus un uriaș efort financiar și contribuția susținută a locuitorilor orașului, dar și inteligența tehnică de a folosi cât mai eficace facilitățile naturale ale terenului și de a asigura o apărare cât mai bună. 
Bistrița, fiind așezată pe o terasă joasă, flancată de dealuri, era greu de apărat. Singurul aliat natural era râul Bistrița și terenul mlăștinos din jur, care au fost exploatate cu folos, prin dirijarea unor canale, șanțuri și amenajarea unor iazuri devenite forțe propulsatoare pentru mori și pescării, realizând totodată un cadru suplimentar de apărare.
Următorul baraj construit consta dintr-o incintă continuă de zidărie și un sistem complex de turnuri și porți, elemente definitorii ale tipologiei orașului medieval. Într-un interval de două decenii fortificația a devenit funcțională, iar pe parcurs a primit o serie de îmbunătățiri. Martorii rămași din zidul de incintă arată ca acesta a avut o înălțime de aproximativ 9,5 m, cu fundații puternice și o grosime de până la 1,4 m. În partea superioară zidul avea o ambrazură pentru trageri, iar spre interior un drum de rond susținut pe console de piatră sau lemn. Traseul era întărit prin bastioane de formă rectangulară care depășesc linia incintei pentru a asigura o supraveghere cât mai bună și a oferi unghiuri de tragere multiple, după cum arată Turnul Dogarilor de pe latura sudică a cetății. 
Finalizarea construirii zidului avea să se încheie undeva în anul 1545, zidul ridicat având atunci o înălțime de 10 m și o grosime de 2 m, fiind înconjurat de un șanț de apărare cu o adâncime de 3 m, umplut cu apă printr-un canal derivat din râul Bistrița. Tot atunci, din loc în loc, au fost amplasate nu mai puțin de 18 turnuri și bastioane de apărare, edificii ridicate pe cheltuiala breslelor. Printre acestea de reținut sunt : turnul rotarilor, dogarilor, frânghierilor, tâmplarilor, aurarilor, măcelarilor, șelarilor, fierarilor, croitorilor. Conform prescripțiilor din tratatele de artă militară, turnurile trebuiau să fie suficient de apropiate pentru a se apăra reciproc, și în același timp, fiecare trebuia rămână o citadelă, o fortificație independentă. Singura latură pe traseul căreia nu s-a socotit necesară adăugarea de turnuri a fost latura de vest, protejată de bastioane puternice ale celor două porți: Poarta Ungureasca și Poarta Spitalului. 
Cum Bistrița nu s-a găsit în prima linie de rezistență aflate în calea primejdiilor, sistemul său de apărare s-a păstrat în formele impuse de arhitectura militară de factură gotică și renascentistă, spre deosebire de alte burguri nevoite să-și adapteze permanent sistemele de apărare în funcție de evoluția tehnicii de război și a armelor de foc.
În urma dispozițiilor Curții Imperiale de la Viena, sosite în anul 1863, bistrițenii au fost nevoiți să înceapă dărâmarea fortificațiilor, porților și turnurilor. Dărâmarea vechilor ziduri reprezenta, în mod simbolic, o rupere de trecutul bazat pe privilegii, o victorie a libertăților de mișcare.
Singurul turn care s-a păstrat până în zilele noastre a fost Turnul Dogarilor. Acesta a fost folosit, în trecut, ca spital pentru bolnavi psihic, dar și ca loc de detenție a prostituatelor, care erau puse în lanțuri înainte de a fi țintuite la stâlpul infamiei, din Piața Centrală, unde gâdele orașului le aplica lovituri cu biciul, înainte de a fi alungate din cetate cu măturile de către femeile venerabile ale orașului. 
Ulterior, turnul a avut și alte utilități funcționând ca sediu pentru cercetașii bistrițeni și apoi ca azil de noapte. La momentul actual, Turnul Dogarilor adăpostește o inedită galerie de păpuși și măști incluzând aproximativ 700 de exponate creația baronului Alexandru Misiuga.

## Arhitectura Turnului Dogarilor
Construite într-o perioadă relativ scurtă de timp, turnurile care întăreau incinta orașului, realizări ale arhitecturii militare gotice, erau asemănătoare ca înfățișare. Turnul Dogarilor din zona centrală a Bistriței, singurul care s-a păstrat din totalul de 18, are o înălțime de 25 de m. Construcția are trei nivele, din care cele superioare au spații cu încăperi și ferestre. Partea inferioară, necompartimentată, a fost folosită ca magazie, având un portal masiv spre oraș. De aici se asigura, printr-un tunel subteran, legătura cu Abația Benedictinilor, de unde tunelul continua spre Catedrala Evanghelică, ca apoi să ajungă pe dealul fostei cetăți de pe Burich, un deal situat în apropierea orașului.

Cetatea Bistriţa
(Turnul Dogarilor)

Ca plan, el este o construcție rectangulară, dimensiunile lui fiind de 6,30 m / 9,90 m. Față de zidul de incintă are o retragere de 2,00 m spre interiorul orașului vechi, ieșind spre exterior cu 5,10 m. Construcția este realizată din piatră, iar spațiul interior este compartimentat în două zone, printr-un perete despărțitor cu o grosime de 0,65 m.
Zidurile exterioare au o grosime de 1,10 m spre exterior, iar spre interiorul orașului de 1,00 m la parter, iar la restul etajelor de 0,80 m. Parterul este de fapt un demisol înalt de 2,50 m. Intrarea în acest spațiu se face dinspre oraș, printr-o ușă cu un ancadrament de piatră în arc frânt. Există un astfel de ancadrament, la o ușă ceva mai mare și în spațiu interior, asigurând accesul spre primul etaj. 

Cetatea Bistriţa
(Turnul Dogarilor)

Acesta este luminat prin două ferestre, una îndreptată spre Schiferberg, alta spre S, ferestre care serveau ca guri de tragere.
Următorul etaj cu o înălțime cu o înălțime de 3,00 m are o încăpere boltită. Se poate ajunge aici printr-o scară abruptă și îngustă de piatră. La acest nivel se remarcă două ferestre în ancadrament de piatră spre zidul de centură. Au o mărime de 0,60 m x 0,80 m. Accesul spre etajul superior se realizează printr-o altă scară îngustă. La acest nivel ferestre pe fiecare perete. Sunt înguste având dimensiuni de 0,30 m x 0,80 m. Deasupra spațiului ce cuprinde casa scărilor există o cămăruță luminată de o fereastră îndreptată spre oraș. Turnul are un acoperiș abrupt acoperit cu țiglă, înălțimea lui la cornișă fiind de 10,50 m.
Turnul Dogarilor face parte din patrimoniu cultural al municipiului Bistrița alături de alte clădiri cu o valoare istorică deosebită, conturând specificul național al culturii orașului. Acest turn a rămas în peisajul municipiului ca o mărturie clară a evoluției sale istorice.